# Carrer dels Ferrers (Tordera)
El Carrer dels Ferrers és un carrer del municipi de Tordera (Maresme) inclosa en l'Inventari del Patrimoni Arquitectònic de Catalunya.

## Descripció
Carrer que va des del riu fent pujada fins a la plaça de la Vila, on s'accedeix a través d'un arc. Cases desiguals, noves i velles. Bastant deixat. Al final de tot, tocant el riu, a la vora del Parc Prudència Bertrana, hi ha un conjunt comercial nou sota el mirador que s'alça a la Plaça de la Vila. Dona la impressió que és una de les antigues portes de la Vila, dels antics accessos al poble des del riu. Les cases més antigues són de planta baixa i un pis.
Pel seu nom es podria deduir la vinculació artesanal de la vila respecte dels altres centres existents en el municipi.